# Шарловка (приток Кемчуга)
Шарловка — река в России, протекает по Козульскому району Красноярского края. Устье реки находится в посёлке Косачи, в 332 км от устья по левому берегу реки Кемчуг. Длина реки составляет 21 км. Притоки — Шарловка 2-я и Шарловка 3-я.

## Данные водного реестра
По данным государственного водного реестра России относится к Верхнеобскому бассейновому округу, водохозяйственный участок реки — Чулым от г. Ачинск до водомерного поста села Зырянское, речной подбассейн реки — Чулым. Речной бассейн реки — (Верхняя) Обь до впадения Иртыша.